# Astrolatria
L'astrolatria és l'adoració de les estrelles i altres entitats de l'univers o l'equiparació d'aquests astres amb déus. Com a forma de religió politeista va sorgir a l'edat del ferro a Mesopotàmia. Posteriorment es va expandir per Egipte, Llevant i d'aquí va passar al món grecollatí. Va ser condemnada pel judaisme com una forma comuna d'idolatria i les altres religions monoteistes van perpetuar la seva prohibició entre els fidels. Els principals objectes de culte eren el sol, la lluna, els planetes coneguts aleshores i algunes estrelles fixes, que posteriorment van constituir les constel·lacions. No s'ha de confondre amb la divinització del cel, és a dir, amb l'assumpció que una divinitat suprema, única o progenitora de la resta, resideix i s'identifica amb el cel.